# Orica-AIS/Saison 2013
Dieser Artikel listet den Kader und die Erfolge des Radsportteams Orica-AIS in der Saison 2013 auf.

## Team
| Fahrerin          | Geburtsdatum       | Nationalität |
| ----------------- | ------------------ | ------------ |
| Tiffany Cromwell  | 6. Juli 1988       | Australien   |
| Annette Edmondson | 12. Dezember 1991  | Australien   |
| Gracie Elvin      | 31. Oktober 1988   | Australien   |
| Shara Gillow      | 23. Dezember 1987  | Australien   |
| Loes Gunnewijk    | 27. November 1980  | Niederlande  |
| Melissa Hoskins   | 24. Februar 1991   | Australien   |
| Emma Johansson    | 23. September 1983 | Schweden     |
| Jessie Maclean    | 17. Oktober 1985   | Australien   |
| Amanda Spratt     | 17. September 1987 | Australien   |
| Gu Sung Eun       | 19. August 1984    | Südkorea     |

## Erfolge
| Datum        | Rennen                                 | Kat. | Siegerin          |
| ------------ | -------------------------------------- | ---- | ----------------- |
| 9. Januar    | Australische Zeitfahrmeisterschaft     | CN   | Shara Gillow      |
| 23. Februar  | Omloop Het Nieuwsblad                  | 1.2  | Tiffany Cromwell  |
| 17. März     | GP Cholet - Pays de Loire              | 1.2  | Emma Johansson    |
| 10. Mai      | 3. Etappe Tour of Chongming Island     | 2.1  | Annette Edmondson |
| 8.–10. Mai   | Gesamtwertung Tour of Chongming Island | 2.1  | Annette Edmondson |
| 26. Mai      | Gooik-Geraardsbergen-Gooik             | 1.2  | Emma Johansson    |
| 7. Juni      | 2. Etappe Emakumeen Bira               | 2.1  | Emma Johansson    |
| 8. Juni      | 3. Etappe Emakumeen Bira               | 2.1  | Emma Johansson    |
| 6.–9. Juni   | Gesamtwertung Emakumeen Bira           | 2.1  | Emma Johansson    |
| 16. Juni     | 2. Etappe Giro del Trentino Alto Adige | 2.1  | Shara Gillow      |
| 19. Juni     | Schwedische Zeitfahrmeisterschaft      | CN   | Emma Johansson    |
| 15. Juli     | 1. Etappe Thüringen-Rundfahrt          | 2.1  | Emma Johansson    |
| 18.–21. Juli | 4. Etappe Thüringen-Rundfahrt          | 2.1  | Shara Gillow      |
| 19. Juli     | 5. Etappe Thüringen-Rundfahrt          | 2.1  | Emma Johansson    |
| 15.–21. Juli | Gesamtwertung Thüringen-Rundfahrt      | 2.1  | Emma Johansson    |
| 3. August    | Prolog Route de France Féminine        | 2.1  | Emma Johansson    |
| 26. August   | 4. Etappe Lotto-Decca Tour             | 2.2  | Annette Edmondson |